# Vorinostat
Le Vorinostat commercialisé sous le nom de Zolinza est un inhibiteur d'histone désacétylase (HDAC) utilisé dans le traitement des lymphomes cutanés à cellules T.    
En France, il bénéficie d'une autorisation temporaire d'utilisation nominative (ATUn) depuis 2007 et est commercialisé par la firme Merck Sharp & Dohme - Chibret.   
Le vorinostat est également en essais cliniques afin d'éradiquer le virus du SIDA chez des patients séropositifs.  

## Indication
Le vorinostat a été le premier inhibiteur d'histone désacétylase approuvé aux États-Unis par la FDA en octobre 2006 pour le traitement des lymphomes cutanés à cellules T.
En France, il est indiqué comme traitement des lymphomes cutanés à cellules T qui persistent, progressent ou récidivent après deux traitements systémiques.

## Histoire
À New-York, en 1966, Charlotte Friend découvre par hasard qu'un solvant organique largement utilisé, le diméthylsulfoxyde (DMSO), induit la différenciation d'érythrocytes leucémiques provoquant la réversion du phénotype cancéreux,,. Afin de comprendre le mécanisme d'action du DMSO, une collaboration entre d'un côté les biologistes Paul A Marks et Richard Rifkind basés au Memorial Sloan-Kettering Cancer Center et de l'autre le chimiste Ronald Breslow de l'Université Columbia a permis d'établir en 1975 que la polarité du DMSO est responsable de son action différenciante. Par ailleurs, il a été montré que des petites molécules telles que des amides avaient une action plus forte que le DMSO bien que modeste. Il a ainsi été décidé de lier 2 groupes amide ce qui aboutit à l'hexaméthylène bisacétamide (HMBA). Des études in vitro ont confirmé l'action de ce composé comme inducteur de la différenciation et après des études chez le rongeur et le chien, des essais cliniques chez l'homme ont montré un effet mineur sur le syndrome myélodysplasique et la leucémie aiguë myéloïde,,,.  
Au cours des années 1990, une seconde génération de composés a été développée afin d'aboutir à l'acide subéroylanilide hydroxamique (SAHA) ou vorinostat présentant une action 6 fois plus puissante que l'HMBA,. Par la suite, Victoria Richon, membre associé du laboratoire ayant pris connaissance du travail d'un groupe de l'université de Tokyo concernant le mécanisme d'action de la trichostatine A, un composé chimiquement proche du vorinostat, a émis l'hypothèse que ce dernier serait un inhibiteur d'histone désacétylase. Cette hypothèse a été validée en 1998 et la liaison du vorinostat à une histone désacétylase révélée par cristallographique aux rayons X,. 
En 2001, une société montée par Paul A Marks, Richard Rifkind, Ronald Breslow et Victoria Richon, dénommée Aton Pharma basée à Tarrytown, NY a été créée afin de développer le vorinostat . Après un essai clinique de phase II concluant chez des patients atteints de lymphome cutané à cellules T, le laboratoire Merck rachète la société en avril 2004. La firme engage alors une étude de phase IIb qui se révèle positive et dont les résultats sont présentés en 2006 au congrès de l'ASCO puis publiés en 2007,. Entre-temps, la FDA a approuvé le 6 octobre 2006 le vorinostat comme médicament indiqué dans le traitement des lymphomes cutanés à cellules T.    
Depuis la fin des années 2000, des scientifiques américains ont montré que le vorinostat réactivait l'expression du virus du SIDA et permettait à terme d'éradiquer le réservoir de virus ,.    

## Mode d'action
Il a été montré que le vorinostat se lie sur les sites actifs des histones désacétylases et qu'il agissait comme chélatant des ions zinc présents dans ces sites actifs.  
Le vorinostat inhibe les HDAC de classe I et II pour une concentration d'environ 50 nM. Les HDAC de classe I étant principalement nucléaires et ubiquitaires et celles de classe II plus spécifiques de certains tissus et faisant la navette entre le noyau et le cytoplasme.
Il empêche la croissance de cellules transformée pour des concentrations de 2,5 à 5 µM. L'inhibition des histones désacétylases par le vorinostat a pour conséquences l'accumulation d'histones acétylées et de protéines acétylées, notamment des facteurs de transcriptions cruciaux impliqués dans les mécanismes de différenciation cellulaire.

## Essais Cliniques

### Phase II-a
Le vorinostat a été testé chez des patients présentant des lymphomes cutanés à cellules T (CTCL).

## Effets indésirables
Les effets indésirables les plus fréquemment rapportés sont : fatigue, diarrhées, nausées, thrombocytopénie, dysgueusie, bouche sèche, perte de poids, vomissement et anorexie.